# Hoștezeni
Hoștezenii reprezintă o comunitate preponderent agrară din Cluj-Napoca, care, în mod tradițional, își avea reședința în așa-numitele „hoșteze” — cartiere situate în afara zidurilor cetății medievale.